# Den sju-procentiga lösningen
Den sju-procentiga lösningen (engelska: The Seven-Per-Cent Solution; i Finland: Gåtornas tåg) är en brittisk-amerikansk film från 1976 i regi av Herbert Ross. Filmen är baserad på Nicholas Meyers roman Den sjuprocentiga lösningen från 1974, gjord som en pastisch på Sherlock Holmes äventyr. I huvudrollerna ses Nicol Williamson, Robert Duvall, Alan Arkin och Laurence Olivier. Filmen nominerades till två Oscars, för bästa manus efter förlaga och bästa kostym.

## Handling
Dr. Watson blir övertygad om att hans vän Sherlock Holmes lider av vanföreställningar, särskilt beträffande hans övertygelse om att professor James Moriarty är ett kriminellt geni, detta som ett resultat av hans kokainberoende. Moriarty beklagar sig för Watson och menar att han trakasseras av Holmes. Watson tar då hjälp av Sherlocks bror, Mycroft för att kunna lura med Holmes på en resa till Wien, där han ska få hjälp av Sigmund Freud. Men även från psykologsoffan kallar mysterierna på Holmes...

## Rollista i urval
- Nicol Williamson – Sherlock Holmes
- Robert Duvall – Dr. Watson
- Alan Arkin – Dr. Sigmund Freud
- Laurence Olivier – Professor Moriarty
- Charles Gray – Mycroft Holmes (en roll han repriserade i TV-serien med Jeremy Brett)
- Samantha Eggar – Mary Watson
- Vanessa Redgrave – Lola Devereaux
- Joel Grey – Lowenstein
- Jeremy Kemp – Baron Karl von Leinsdorf (han spelade sedan Dr. Grimesby Roylott i serien med Jeremy Brett)
- Jill Townsend – Mrs. Holmes (Townsend var Williamsons hustru i verkliga livet)